# Raphaël Garreta
Raphaël Garreta, né le 13 février 1851 à Rouen et mort le 20 janvier 1930 à Bonsecours, est un historien et collectionneur français.

## Biographie
François Paul Raphaël Garreta naît le 13 février 1851 à Rouen, au 22 rue Saint-Maur, fils de Paul Bonaventure Raphaël Garreta, négociant, et d'Élisabeth Claire Levesque.
Il suit des études au lycée de Rouen où il rencontre Georges Dubosc. Il entre après ses études dans le négoce de son père et lui succède à sa mort en 1868.
Élu conseiller municipal le 4 mai 1884, il devient adjoint au maire le 26 janvier 1886 avant de démissionner en 1888. Il redevient conseiller municipal le 27 avril 1890 et sera réélu en 1892, 1896 et 1900. Il devient adjoint au maire le 18 mai 1900 jusqu'à la démission de la municipalité de Marcel Cartier le 29 avril 1902. Il s'y occupera de l'instruction publique et des beaux-arts. C'est grâce à son action qu'est conservé le passage de la Cour des Comptes (aujourd'hui démoli, actuel passage Maurice-Lenfant) et restaurée la chapelle du lycée Corneille.
Il devient membre de nombreuses sociétés savantes. Il sera un des membres fondateurs des Amis des monuments rouennais. Il sera également membre de la Société rouennaise de bibliophiles, de la Société de l'histoire du protestantisme français. Membre de la Commission départementale des Antiquités en 1887, il en deviendra le doyen. Il est membre de la loge rouennaise la Persévérance couronnée.
Vice-président de la commission de surveillance du musée départemental des Antiquités, il en devient président en 1925 à la suite du décès de Georges Lormier et sera désigné quelques semaines plus tard directeur du musée par le préfet Paul Bouju à la suite du décès de Jules Vernier. Il le sera jusqu'à sa mort.
Il meurt le 20 janvier 1930 à son domicile rue d'Eauplet à Bonsecours. Ses obsèques sont célébrées au temple Saint-Éloi et il est incinéré au cimetière monumental de Rouen. Sa collection sera vendue aux enchères par ses héritiers.

## Distinction
- Officier de l'Instruction publique (1900)

## Ouvrages
- Histoire de la réformation à Dieppe, 1878-1879
- La conversion de la Princesse de Condé à Rouen en 1596, 1901